# Ploeren
Ploeren é uma comuna francesa na região administrativa da Bretanha, no departamento Morbihan. Estende-se por uma área de 20,37 km². Em 2010 a comuna tinha 6 822 habitantes (densidade: 334,9 hab./km²).